# Mango sticky rice
Le riz gluant à la mangue (en thaï : ข้าวเหนียวมะม่วง, khao niao mamuang, en lao : ເຂົ້າໜຽວໝາກມ່ວງ khaoniav makmuang), également connu sous son nom anglais mango sticky rice, est un dessert traditionnel d'Asie du Sud-Est et d'Asie du Sud, fait à base de riz gluant, de mangue fraîche et de lait de coco. Il peut être mangé avec une cuillère ou avec les mains,. Il est particulièrement populaire en Thaïlande et au Laos mais est aussi consommé au Viêt Nam, au Cambodge et aux Philippines sous une variante.

## Histoire
Il n'existe pas de document ancien attestant clairement de la création du mango sticky rice. Il est certainement né d'amalgames entre différentes cultures en Asie du Sud-Est au fil du temps. Son apparition en Thaïlande remonterait à la fin de période Ayutthaya. Plus tard, un poème du roi Rama II nommé Kap he chom khrueang khao wan mentionne la consommation de mangues sans que le riz gluant ne soit toutefois évoqué. Le dessert fait l'objet de recettes de cuisine au XIXe siècle lors du règne de Rama V. Le riz gluant est consommé avec des fruits, probablement des mangues,.
Les mangues poussent en Inde depuis plus de cinq mille ans et sont également retrouvées en Birmanie et en Asie de l'Est. Le riz gluant trouve ses origines dans une région du nord-est de la Thaïlande (Isan), frontalière avec le Laos.

## Préparation
Habituellement, les desserts à base de riz gluant utilisent du sucre de palme ou du jaggery combiné avec du lait de coco et des flocons de noix de coco. Le mango sticky rice est enveloppé dans une feuille de bananier et cuit à la vapeur, soit il est placé dans un tronc de bambou évidé et cuit directement sur le feu (khao lam).
Pour préparer le plat, le riz est trempé dans de l'eau puis cuit à la vapeur ou à l'aide d'un cuiseur à riz. Pendant ce temps, le lait de coco est mélangé avec du sel et du sucre puis chauffé sans bouillir. Une fois la cuisson du riz terminée, le lait de coco et le riz sont mélangés uniformément et laissés reposer pour permettre au lait d'être absorbé par le riz. Les mangues sont pelées et tranchées. Pour servir le plat, le riz est mis dans une assiette, quelques tranches de mangue sont placées sur le dessus ou sur le côté et le lait de coco restant est ajouté. Parfois, le riz gluant est garni de haricots mungo jaunes croustillants.
On utilise principalement de la mangue jaune qui a un goût plus sucré que la mangue verte. Traditionnellement, les variétés de mangue nam dok mai (mangue au nectar de fleurs) et ok long sont utilisées. Le riz glutineux gluant, qui est plus sucré que le riz gluant normal, est utilisé pour une meilleure texture.

## Variantes
Il existe plusieurs variantes au mango sticky rice comme le remplacement du riz gluant blanc par du riz gluant noir, conférant une couleur violette.

### En Thaïlande
Le mango sticky rice est un aliment de rue courant en Thaïlande et est considéré comme un facteur attractif pour le tourisme étranger. Il peut être consommé toute l'année, mais le meilleur moment pour le manger est pendant la saison des mangues, soit d'avril à juin. Les cultivars communs de mangue sucrée, tels que nam dawk mai ou ok long, sont combinés avec du riz gluant sucré au lait de coco, et servis chauds.
Le gouvernement thaïlandais semble vouloir présenter le plat pour qu'il soit reconnu par l'UNESCO.

### Au Laos
Le riz gluant à la mangue est un dessert courant du peuple lao de la sous-région du Grand Mékong, où le riz gluant a été cultivé au cours de l'histoire de la nourriture et des mythes,. Le riz gluant est un plat national du Laos lié à la culture et aux traditions religieuses,,. Pendant la saison de maturation des mangues, du riz gluant garni de lait de coco sucré et de graines de sésame grillées à sec est servi avec des morceaux de mangue mûre. Le riz gluant peut être servi nature avec uniquement de la mangue et sans garniture.

### Dans les Philippines
Une collation de riz gluant cuit dans du lait de coco et parfois du gingembre, appelé puto maya, est un favori parmi le peuple visayan. Il est servi avec des mangues bien mûres (en saison) et un chocolat chaud,. À Cagayán de Oro, une variété violette de riz gluant est utilisée.